# 一般句読点 (Unicodeのブロック)
一般句読点（いっぱんくとうてん、英語: General Punctuation）は、Unicodeの73個目のブロック。

## 解説
文書を記述する上で必要な書式制御文字、句読点、込物が含まれる。幾つかの種類の空白や結合文字、方向決定子、勾玉引用符

、感嘆修辞疑問符(‽) などの記事や小説で用いられる句読点、不可視の数学用文字などが含まれる。

その他のここに収録されていない句読点は 補助句読点 (Unicodeのブロック) と他の多くのブロックに散在している。

## 収録文字
| コード                   | 文字 | 文字名（英語）                             | 用例・説明 |
| ------------------------ | ---- | ------------------------------------------ | --- |
| スペース                 |      |                                            | |
| U+2000                   |      | EN QUAD                                    | ENスペースよりも厳密にen幅を持ったスペース。印刷業界などにおける厳密なレイアウト設計のために用いられ、一般的な文書では用いられない。 |
| U+2001                   |      | EM QUAD                                    | EMスペースよりも厳密にem幅を持ったスペース。印刷業界などにおける厳密なレイアウト設計のために用いられ、一般的な文書では用いられない。 |
| U+2002                   |      | EN SPACE                                   | ENスペース。ラテン文字「n」の幅を持つスペースに由来する。 EMスペースの半分の幅を持つ。 "nut"とも呼ばれる。 |
| U+2003                   |      | EM SPACE                                   | EMスペース。ラテン文字「m」の幅を持つスペースに由来する。 名目上は、ポイント単位の文字サイズと同じスペースを指す。 フォントの圧縮係数によって拡大縮小される可能性がある。 "mutton"とも呼ばれる。 |
| U+2004                   |      | THREE-PER-EM SPACE                         | EMスペースの3分の１の幅を持つスペース。 "thick space（太いスペース）"とも呼ばれる。 |
| U+2005                   |      | FOUR-PER-EM SPACE                          | EMスペースの4分の１の幅を持つスペース。 "mid space（中幅スペース）"とも呼ばれる。 |
| U+2006                   |      | SIX-PER-EM SPACE                           | EMスペースの6分の１の幅を持つスペース。 コンピュータタイポグラフィでは、「細いスペース(thin space)」に相当することもある。 |
| U+2007                   |      | FIGURE SPACE                               | フォントのタブ文字と同じ幅のスペース。 固定幅の数字を持つフォントの数字の幅に相当する。 |
| U+2008                   |      | PUNCTUATION SPACE                          | フォントの狭い句読点（"." "," "!"など）と同じ幅を持つスペース。 |
| U+2009                   |      | THIN SPACE                                 | EMスペースの5分の1の幅（または6分の1の場合もある） |
| U+200A                   |      | HAIR SPACE                                 | thin spaceよりも更に幅の狭いスペース。 伝統的なタイポグラフィでは、利用できる最も細いスペースである。 |
| 制御文字                 |      |                                            | |
| U+200B                   |      | ZERO WIDTH SPACE                           | ゼロ幅スペース。一般的にZWSPと略される。 スペースの無い文字列で用いられ、不可視な単語の区切りと改行を許可する箇所を明示することを目的としている。幅はないが、2つの文字の間にあっても、両端揃えで文字間隔が広がるのを妨ぐことはできない。 |
| U+200C                   | ‌     | ZERO WIDTH NON-JOINER                      | ゼロ幅非接合子。一般的にZWNJと略される。 ブラーフミー系文字など文字列の並びによって特殊な合字を形成する文字において、合字を形成しない元の形をそのまま表示するために用いられる。 |
| U+200D                   | ‍     | ZERO WIDTH JOINER                          | ゼロ幅接合子。一般的にZWJと略される。 絵文字の制御文字など、通常は他の文字と並べても合字とならない文字を合字として表示するために用いられる。 |
| U+200E                   |      | LEFT-TO-RIGHT MARK                         | 左横書き符号。一般的にLRMと略される。 アラビア語などの右横書き言語の中で通常の欧文が記される場合など、部分的に左横書きの規則を適用したい場合に用いられる。 主に句読点の制御に用いられ、右横書き言語で書かれたWEBページなどでは、文末の"."などが自動的に文章の最も左側に配置されてしまうため、欧文の句読点位置が崩れることがある。これを防ぐためにこの制御文字が句読点の後ろに置かれる。 |
| U+200F                   |      | RIGHT-TO-LEFT MARK                         | 右横書き符号。一般的にRLMと略される。 LRMとは逆に欧文の文書内に部分的にアラビア語などの右横書き言語が含まれている場合に用いられ、句読点の位置などが崩れるのを防ぐために用いられる。 |
| ダッシュ                 |      |                                            | |
| U+2010                   | ‐    | HYPHEN                                     | ハイフン。 複合語の区切りに用いられる。 ASCIIに含まれるハイフンマイナス（U+002D -）とは異なり、ハイフンとしての機能のみを持ち、減算記号としての機能は持たない。 |
| U+2011                   | ‑    | NON-BREAKING HYPHEN                        | 改行を許可しないハイフン。通常ハイフン類はその位置で改行を許可するが、この記号の直後では改行を許可しない。 |
| U+2012                   | ‒    | FIGURE DASH                                | 数字用ダッシュ。 |
| U+2013                   | –    | EN DASH                                    | ENダッシュ。ラテン文字"n"と同じ幅を持つダッシュ。 数値と数値の間に置かれて、範囲を表す。 "New York–London 便"のように単語同士の間に用いられ、並列的に複合語を形成することもある。 |
| U+2014                   | —    | EM DASH                                    | EMダッシュ。ラテン文字"m"と同じ幅を持つダッシュ。 …（3点リーダ）のように省略や大きな休止を表す。 括弧内のテキストを更に補完するためにペアで使用されることがある。 |
| U+2015                   | ―    | HORIZONTAL BAR                             | 文章の前に置かれて引用を表す。 |
| 一般句読点               |      |                                            | |
| U+2016                   | ‖    | DOUBLE VERTICAL LINE                       | 数学の線形代数学においてペアで用いられ、幾何学的ベクトルのノルム（n次元距離）を表す。 |
| U+2017                   | ‗    | DOUBLE LOW LINE                            | |
| 引用符及びアポストロフィ |      |                                            | |
| U+2018                   | ‘    | LEFT SINGLE QUOTATION MARK                 | 単一引用符。 単一引用符はアメリカ英語をはじめとしたほとんどの言語では引用符内で更に引用する場合に用いるが、イギリス英語では単に引用符として用いられる。 英語などでは引用符の開始側として、ドイツ語、デンマーク語などではU+201A ‚ SINGLE LOW-9 QUOTATION MARKと共に引用符の終端側として用いられる。 |
| U+2019                   | ’    | RIGHT SINGLE QUOTATION MARK                | 通常欧文のアポストロフィにはこの文字を使うことが推奨されている。 英語などではU+2018 ‘ LEFT SINGLE QUOTATION MARKと共に、オランダ語、ポーランド語などではU+201A ‚ SINGLE LOW-9 QUOTATION MARKと共に引用符の終端側として用いられる。 |
| U+201A                   | ‚    | SINGLE LOW-9 QUOTATION MARK                | ドイツ語、デンマーク語、オランダ語、ポーランド語などで単一引用符の開始側として用いられる。 |
| U+201B                   | ‛    | SINGLE HIGH-REVERSED-9 QUOTATION MARK      | U+2018 ‘と意味上(semantic)は同じ文字だが、見た目が異なる。 |
| U+201C                   | “    | LEFT DOUBLE QUOTATION MARK                 | 二重引用符。 二重引用符はアメリカ英語をはじめとした多くの言語では単に引用符として、イギリス英語では引用符内に更に引用がある場合に用いられる。 |
| U+201D                   | ”    | RIGHT DOUBLE QUOTATION MARK                | |
| U+201E                   | „    | DOUBLE LOW-9 QUOTATION MARK                | |
| U+201F                   | ‟    | DOUBLE HIGH-REVERSED-9 QUOTATION MARK      | U+201C “と意味上(semantic)は同じ文字だが、見た目が異なる。 |
| 一般句読点               |      |                                            | |
| U+2020                   | †    | DAGGER                                     | 短剣符（ダガー） 註釈を表すための記号として用いられる。 |
| U+2021                   | ‡    | DOUBLE DAGGER                              | 二重短剣符。 註釈が2箇所ある場合に2番目のものに用いられる。 |
| U+2022                   | •    | BULLET                                     | ブレット。 番号なしリストなどで要素を列挙するために用いられる。 |
| U+2023                   | ‣    | TRIANGULAR BULLET                          | 三角ブレット。 ブレットと同じ機能を持つ。 |
| U+2024                   | ․    | ONE DOT LEADER                             | 1点リーダ。 |
| U+2025                   | ‥    | TWO DOT LEADER                             | 2点リーダ。 |
| U+2026                   | …    | HORIZONTAL ELLIPSIS                        | 3点リーダ。 これらのリーダー符号は省略や長い休止を表す。 |
| U+2027                   | ‧    | HYPHENATION POINT                          | 辞書などで"dic·tion·ar·ies"のように単語を区切る正しい位置を示すために使用される目に見える記号。 |
| 分離子                   |      |                                            | |
| U+2028                   |      | LINE SEPARATOR                             | 行分離子。 行が分かれていることを明示するために用いられる制御文字。改行が段落の分割ではなく単なる行の分割であることを明示するために用いられる。 |
| U+2029                   |      | PARAGRAPH SEPARATOR                        | 段落分離子。 段落が分かれていることを明示するために用いられる制御文字。 |
| 制御文字                 |      |                                            | |
| U+202A                   |      | LEFT-TO-RIGHT EMBEDDING                    | 左横書き埋め込み。一般的にLREと略される。 Unicode上で書字方向が定義されていない文字列について、この文字が置かれた箇所からPDFのある位置まで強制的に全ての文章を左横書きとして表示する。但し、Unicode上で書字方向が定義されている場合はUnicodeの双方向アルゴリズムが優先される。 |
| U+202B                   | ‫     | RIGHT-TO-LEFT EMBEDDING                    | 右横書き埋め込み。一般的にRLEと略される。 Unicode上で書字方向が定義されていない文字列について、この文字が置かれた箇所からPDFのある位置まで強制的に全ての文章を右横書きとして表示する。但し、Unicode上で書字方向が定義されている場合はUnicodeの双方向アルゴリズムが優先される。 |
| U+202C                   |      | POP DIRECTIONAL FORMATTING                 | POP方向フォーマット。一般的にPDFと略される。 文字の上書き区間を終了させるために用いられる。 |
| U+202D                   | ‭     | LEFT-TO-RIGHT OVERRIDE                     | 左横書き上書き。一般的にLROと略される。 この文字が置かれた箇所からPDFのある位置まで強制的に全ての文章を左横書きとして表示する。Unicodeの双方向アルゴリズムは無視される。 |
| U+202E                   | ‮     | RIGHT-TO-LEFT OVERRIDE                     | 右横書き上書き。一般的にRLOと略される。 この文字が置かれた箇所からPDFのある位置まで強制的に全ての文章を右横書きとして表示する。Unicodeの双方向アルゴリズムは無視される。 |
| スペース                 |      |                                            | |
| U+202F                   |      | NARROW NO-BREAK SPACE                      | 一般的にNNBSPと略される。 ノーブレークスペースの狭い形式。通常はthin space(5－5–6/em)またはmid space(4/em)の幅を持つ。 この位置で改行を許可しないことを表す。 |
| 一般句読点               |      |                                            | |
| U+2030                   | ‰    | PER MILLE SIGN                             | 千分率記号（パーミル）。 血中のアルコール・塩分濃度の測定や、土木建築業における勾配の表示などに用いられる。 |
| U+2031                   | ‱    | PER TEN THOUSAND SIGN                      | 万分率記号（パーミリアド）。 パーセントのパーセント、めったに使用されない。 金融分野で金利の変動などを表すために用いられることがある。 |
| U+2032                   | ′    | PRIME                                      | プライム記号。 時間の単位の分や、角度の単位の分、ヤード・ポンド法における長さの単位のフィートを表すために用いられる。 数学や物理学では変数の別バージョンであることを表す。また、解析学においては微分によって得られた1階の導関数であることを表す。 音楽における音名表記では1オクターブ上の音を表す。 |
| U+2033                   | ″    | DOUBLE PRIME                               | 時間の単位の秒や、角度の単位の秒、ヤード・ポンド法における長さの単位のインチを表すために用いられる。 解析学においては微分によって得られた2階の導関数であることを表す。 音楽における音名表記では2オクターブ上の音を表す。 |
| U+2034                   | ‴    | TRIPLE PRIME                               | 1824年までイギリスで用いられていたヤード・ポンド法における長さの単位のライン(1/12インチ)を表す。 解析学においては微分によって得られた3階の導関数であることを表す。 音楽における音名表記では3オクターブ上の音を表す。 |
| U+2035                   | ‵    | REVERSED PRIME                             | |
| U+2036                   | ‶    | REVERSED DOUBLE PRIME                      | |
| U+2037                   | ‷    | REVERSED TRIPLE PRIME                      | |
| U+2038                   | ‸    | CARET                                      | キャレット。 校正において脱字があることを表す校正記号。 |
| 引用符                   |      |                                            | |
| U+2039                   | ‹    | SINGLE LEFT-POINTING ANGLE QUOTATION MARK  | 単一山形引用符。単一ギュメ。 フランス語、ポーランド語、ロシア語などでは引用符の開始側として、デンマーク語の新聞や、まれにドイツ語では引用符の終端側として用いられる。 単一山形引用符は引用符の中で更に引用がある場合に用いられる。 |
| U+203A                   | ›    | SINGLE RIGHT-POINTING ANGLE QUOTATION MARK | 単一山形引用符。単一ギュメ。 フランス語、ポーランド語、ロシア語などでは引用符の終端側として、デンマーク語の新聞や、まれにドイツ語では引用符の開始側として用いられる。 |
| 一般句読点               |      |                                            | |
| U+203B                   | ※    | REFERENCE MARK                             | 米印。 日本語において註釈を表すために用いられる。 また、欧州では製本において製本者がページを正しい順序で並び替えられるようにするための記号の一つとして用いられた。 |
| 縦書き文書用二重句読点   |      |                                            | |
| U+203C                   | ‼    | DOUBLE EXCLAMATION MARK                    | 二重感嘆符。 日本語や中国語などにおける新聞などの縦書き文書において2つの感嘆符(!!)を1つの文字として表示する場合に用いられる。 チェスの代数式記譜法では「素晴らしい、そしてたいていは驚くような行動」を表す。 絵文字形式が提供されている。 |
| 一般句読点               |      |                                            | |
| U+203D                   | ‽    | INTERROBANG                                | インテロバング。 感嘆符"!"と疑問符"?"を重ねて書いたもの。同時に疑問と感嘆の2つの意味を持つ。 1962年にアメリカ人のマーチン・K・スペクターが考案した記号。 |
| U+203E                   | ‾    | OVERLINE                                   | オーバーライン。 |
| U+203F                   | ‿    | UNDERTIE                                   | 古い校正記号で、不用なスペースがあり単語が誤って分割されてしまっていることを表す。現在はU+2050 ⁐ CLOSE UPが主に使われている。 ギリシャ文字におけるenotikonとして用いられる。 ウラル音声記号(UPA)では韻律を表す。 |
| U+2040                   | ⁀    | CHARACTER TIE                              | Z言語において配列の連結を表す。 |
| U+2041                   | ⁁    | CARET INSERTION POINT                      | キャレット。 校正において脱字があることを表す校正記号。 U+2038 ‸ CARETの異体字。 |
| U+2042                   | ⁂    | ASTERISM                                   | アステリズム。 註釈記号としてのアスタリスク(U+002A *)を補助するために用いられる。短剣符(U+2020 † DAGGER)を用いた場合の二重短剣符(U+2021 ‡ DOUBLE DAGGER)に相当する。 |
| U+2043                   | ⁃    | HYPHEN BULLET                              | ハイフン形のブレット。 通常のブレットと同じように列挙に用いられる。 |
| U+2044                   | ⁄    | FRACTION SLASH                             | 分数用スラッシュ。 "1⁄32"のように任意の分数を構成するために用いられる。 |
| 括弧                     |      |                                            | |
| U+2045                   | ⁅    | LEFT SQUARE BRACKET WITH QUILL             | |
| U+2046                   | ⁆    | RIGHT SQUARE BRACKET WITH QUILL            | |
| 縦書き文書用二重句読点   |      |                                            | |
| U+2047                   | ⁇    | DOUBLE QUESTION MARK                       | 二重疑問符。 日本語や中国語などにおける新聞などの縦書き文書において2つの疑問符(??)を1つの文字として表示する場合に用いられる。 チェスの代数式記譜法では致命的なミスを表す。 |
| U+2048                   | ⁈    | QUESTION EXCLAMATION MARK                  | 疑問符感嘆符。 日本語や中国語などにおける新聞などの縦書き文書において2つの感嘆符(?!)を1つの文字として表示する場合に用いられる。 チェスの代数式記譜法では簡単には反論できない怪しい動きを表す。 |
| U+2049                   | ⁉    | EXCLAMATION QUESTION MARK                  | 感嘆符疑問符。 日本語や中国語などにおける新聞などの縦書き文書において2つの感嘆符(!?)を1つの文字として表示する場合に用いられる。 チェスの代数式記譜法ではベストとは言えないかもしれないが、興味深い動きを表す。 絵文字形式が提供されている。 |
| 一般句読点               |      |                                            | |
| U+204A                   | ⁊    | TIRONIAN SIGN ET                           | アイルランド語のゲール文字表記や古英語においてアンパサンド(&)として用いられていた。 |
| U+204B                   | ⁋    | REVERSED PILCROW SIGN                      | 欧州では製本において製本者がページを正しい順序で並び替えられるようにするための記号の一つとして用いられた。 |
| U+204C                   | ⁌    | BLACK LEFTWARDS BULLET                     | 欧州では製本において製本者がページを正しい順序で並び替えられるようにするための記号の一つとして用いられた。 |
| U+204D                   | ⁍    | BLACK RIGHTWARDS BULLET                    | 欧州では製本において製本者がページを正しい順序で並び替えられるようにするための記号の一つとして用いられた。 |
| U+204E                   | ⁎    | LOW ASTERISK                               | 欧州では製本において製本者がページを正しい順序で並び替えられるようにするための記号の一つとして用いられた。 |
| U+204F                   | ⁏    | REVERSED SEMICOLON                         | シンド語がアラビア文字で書かれているときに時々使用される。 |
| U+2050                   | ⁐    | CLOSE UP                                   | 校正記号で、不用なスペースがあり単語が誤って分割されてしまっていることを表す。 |
| U+2051                   | ⁑    | TWO ASTERISKS ALIGNED VERTICALLY           | ダブルアステ。 日本語では註釈が3つある場合、一つ目にアスタリスク(U+002A *)を、二つ目にダブルアステを用い、三つ目にアステリズム(U+2042 ⁂)を用いることがある。 |
| U+2052                   | ⁒    | COMMERCIAL MINUS SIGN                      | 商業減算記号。 ドイツや、スウェーデンなどのスカンジナビア諸国において一部の商業文書や金融文書で赤字や負債など、負の数や減算を表すために用いられた。 ドイツ語では"Abzüglich"、スウェーデン語では"med avdrag av"或いは"piska(鞭)"と呼ばれる。 書体によっては./.のような形で書かれることもある。 正しさを示す装飾記号としても使用される。 UPAで、異なる音を持つ関連する借用語を示すために使用される。 |
| U+2053                   | ⁓    | SWUNG DASH                                 | UPAや辞書において二つの単語が語源的、或いは音韻学的に関係があることを表す。 日本語において区間や範囲を表すために用いられるU+301C 〜 WAVE DASH（波ダッシュ）とは別字である。 |
| U+2054                   | ⁔    | INVERTED UNDERTIE                          | UPAでは韻律を表す。 U+203F ‿ UNDERTIEの異体字。 |
| U+2055                   | ⁕    | FLOWER PUNCTUATION MARK                    | シロティ・ナグリ文字、ベンガル文字、その他のインド文字の句読点として使用される。 |
| 古典的な句読点           |      |                                            | |
| U+2056                   | ⁖    | THREE DOT PUNCTUATION                      | |
| 一般句読点               |      |                                            | |
| U+2057                   | ⁗    | QUADRUPLE PRIME                            | 音楽における音名表記で4オクターブ上の音を表す。 解析学においては微分によって得られた4階の導関数であることを表す。 |
| 古典的な句読点           |      |                                            | |
| U+2058                   | ⁘    | FOUR DOT PUNCTUATION                       | |
| U+2059                   | ⁙    | FIVE DOT PUNCTUATION                       | 古代教会スラヴ語において句点として用いられる。 現在の句読点が使われる以前の古代ギリシアにおいても約物として用いられた。 |
| U+205A                   | ⁚    | TWO DOT PUNCTUATION                        | 歴史的には文の終わりや話者が変わったことを示すために用いられていた。 文字のベースラインから大文字の高さまで伸びている。 突厥文字では区切り記号として様々な目的で用いられる。 |
| U+205B                   | ⁛    | FOUR DOT MARK                              | 余白に強調として記述するために用いる。 文字の垂直位置の中央に配置されるが、文字の上端と下端を超えて広がっている。 |
| U+205C                   | ⁜    | DOTTED CROSS                               | 余白に強調として記述するために用いる。 |
| U+205D                   | ⁝    | TRICOLON                                   | 現在の句読点が使われる以前の古代ギリシアにおいて単語境界を表す約物として用いられた。 メロエ文字のヒエログリフ(楷書体)では文節の区切り文字として用いられる。 |
| U+205E                   | ⁞    | VERTICAL FOUR DOTS                         | 辞書において文法的には正しいが望ましくない単語の区切りを示すために用いられる。 グリフは行の高さ全体に広がる。 |
| スペース                 |      |                                            | |
| U+205F                   |      | MEDIUM MATHEMATICAL SPACE                  | 数学用中幅スペース。 MMSPと略される。 EMスペースの4/18の幅を持つ。 |
| 制御文字                 |      |                                            | |
| U+2060                   | ⁠     | WORD JOINER                                | 単語結合子。 一般的にWJと略される。 幅を持たず、改行を許可しないスペース（ゼロ幅ノーブレークスペース）。日本語などの分かち書きをしない言語において改行を許可しない箇所であることを明示するために用いる。 この文字はU+FEFF zero width no-break space(ZWNBSP)として定義されているバイト順マークの機能の曖昧さを解消するためのものである。ZWNBSPは元々ゼロ幅ノーブレークスペースのための文字であったが、ファイルがUnicodeでエンコードされていることを示すバイト順マークとしての機能も兼ねていたため、ゼロ幅ノーブレークスペース専用の文字として定義された。 |
| 不可視の演算子           |      |                                            | |
| U+2061                   | ⁡     | FUNCTION APPLICATION                       | 関数の適用を示す連続演算子。計算機においてsinxなどでsinが関数であり、後続する文字が変数や数値であることを表すために用いられる。 |
| U+2062                   | ⁢     | INVISIBLE TIMES                            | 乗算を表す連続演算子。数学において変数を表す記号を連続して書くと乗算を表すが、数式を計算機上で処理する際に連続した文字が変数の乗算を表していることを明示するために用いられる。 |
| U+2063                   | ⁣     | INVISIBLE SEPARATOR                        | リストを形成する数学記号。例えば、複数のインデックスの間に目に見えるコンマが使用されていない場合に用いられる。 数学において上付き文字に複数のインデックスがある場合、インデックス同士の間のコンマを省略することがあり、これを暗黙の乗法と区別するために用いられる。 |
| U+2064                   | ⁤     | INVISIBLE PLUS                             | 加算を示す連続演算子。帯分数では整数とその右隣に書かれる分数との間で事実上加算演算子が存在するため、これを計算機上で処理するために用いられる。 |
| 制御文字                 |      |                                            | |
| U+2066                   | ⁦     | LEFT-TO-RIGHT ISOLATE                      | 左横書き独立。一般的にLRIと略される。この文字がある場所からPDIのある文字の位置までの文章を左横書きとして表示するが、Unicodeの双方向アルゴリズムが優先される。LREと似ているが、LREとは異なりこの機能が使われた区間が外部の文字列に影響を与えることはない。 双方向テキストを参照。 |
| U+2067                   | ⁧     | RIGHT-TO-LEFT ISOLATE                      | 右横書き独立。一般的にRLIと略される。この文字がある場所からPDIのある文字の位置までの文章を右横書きとして表示するが、Unicodeの双方向アルゴリズムが優先される。RLEと似ているが、RLEとは異なりこの機能が使われた区間が外部の文字列に影響を与えることはない。 |
| U+2068                   | ⁨     | FIRST STRONG ISOLATE                       | 一般的にFSIと略される。この文字がある場所からPDIのある文字の位置までの文章を、FSIの直後にある最初の書字方向が定義された文字の書字方向に統一する。この機能が使われた区間が外部の文字列に影響を与えることはない。 |
| U+2069                   | ⁩     | POP DIRECTIONAL ISOLATE                    | 一般的にPDIと略される。LRI、RLI、FSIの機能の終端を表す制御文字。 |
| 非推奨文字               |      |                                            | |
| U+206A                   | ⁪     | INHIBIT SYMMETRIC SWAPPING                 | 対称スワップの禁止。括弧などの記号について、双方向テキストにおいて右横書き言語などでは開始と終了の括弧が逆になるためグリフを入れ替えるが、この機能を停止するために用いられていた。現在はテキストエンジン側で自動で処理されるため使用されていない。 |
| U+206B                   | ⁫     | ACTIVATE SYMMETRIC SWAPPING                | U+206Aの効果を解除する。 |
| U+206C                   | ⁬     | INHIBIT ARABIC FORM SHAPING                | アラビア文字の語頭・語中・語末における変化を禁止するために用いられていた。 |
| U+206D                   | ⁭     | ACTIVATE ARABIC FORM SHAPING               | U+206Cの効果を解除する。 |
| U+206E                   | ⁮     | NATIONAL DIGIT SHAPES                      | 元々通常の算用数字を特定の言語用のものに切り替えるために用いられていた。 |
| U+206F                   | ⁯     | NOMINAL DIGIT SHAPES                       | U+206Eの効果を解除する。 |

## 小分類
このブロックの小分類は「スペース」（Spaces）、「制御文字」（Format characters）、「ダッシュ」（Dashes）、「一般句読点」（General punctuation）、「引用符及びアポストロフィ」（Quotation marks and apostrophe）、「分離子」（Separators）、「引用符」（Quotation marks）、「縦書き文書用二重句読点」（Double punctuation for vertical text）、「括弧」（Brackets）、「古典的な句読点」（Archaic punctuation）、「不可視の演算子」（Invisible operators）、「非推奨文字」（Deprecated）の12個となっている。本ブロックでは、Unicodeのバージョン更新時の文字追加が隙間を埋める形で行われた影響で、同一の小分類に属する文字が飛び飛びの符号位置に割り当てられていることがある。また、収録文字が1文字しかない小分類については小分類名が単数形で表現されているが、本記事では単数形か複数形かによる小分類名の表記ゆれについては別の小分類として扱わず、同一の小分類として扱うこととする。

### スペース（Spaces）
この小分類には様々な幅の空白文字（スペース）が収録されている。

### 制御文字（Format characters）
この小分類には書字方向などを制御するための制御文字が収録されている。

### ダッシュ（Dashes）
この小分類にはダッシュなどの横線で表される約物類が収録されている。

### 一般句読点（General punctuation）
この小分類には様々な約物が収録されている。

### 引用符及びアポストロフィ（Quotation marks and apostrophe）
この小分類にはコンマの形をした引用符(勾玉引用符)が収録されている。
引用符の使い方は言語によって異なるため、文字名はすべての言語の実際の使用法を反映できるわけではない。

### 分離子（Separators）
この小分類には行や段落が分かれていることをデータとして保存するための制御文字が収録されている。

### 引用符（Quotation marks）
この小分類には山形の引用符（ギュメ）が収録されている。

### 縦書き文書用二重句読点（Double punctuation for vertical text）
この小分類には日本語や中国語の新聞などの縦書き文書において1文字のサイズで書かれる2つの約物が合体した文字が収録されている。

### 括弧（Brackets）
この小分類には括弧類が収録されている。

### 古典的な句読点（Archaic punctuation）
この小分類には古典的な文書において用いられていた句読点類が収録されている。
2E2A-2E2D の範囲の複数のドットを含む歴史的な句読点も参照すること。

### 不可視の演算子（Invisible operators）
この小分類には計算機において数式を処理するために用いられるグリフを持たない制御文字が収録されている。

### 非推奨文字（Deprecated）
これらの文字の使用は強く非推奨である。

## 文字コード
| 一般句読点[1][2][3] Official Unicode Consortium code chart (PDF)                                    |       |       |       |       |        |        |        |      |       |       |      |       |       |       |       |        |
| | 0     | 1     | 2     | 3     | 4      | 5      | 6      | 7    | 8     | 9     | A    | B     | C     | D     | E     | F      |
| U+200x                                                                                              | NQ SP | MQ SP | EN SP | EM SP | 3/M SP | 4/M SP | 6/M SP | F SP | P SP  | TH SP | H SP | ZW SP | ZW NJ | ZW J  | LRM   | RLM    |
| U+201x                                                                                              | ‐     | NB ‑  | ‒     | –     | —      | ―      | ‖      | ‗    | ‘     | ’     | ‚    | ‛     | “     | ”     | „     | ‟      |
| U+202x                                                                                              | †     | ‡     | •     | ‣     | ․      | ‥      | …      | ‧    | L SEP | P SEP | LRE  | RLE   | PDF   | LRO   | RLO   | NNB SP |
| U+203x                                                                                              | ‰     | ‱     | ′     | ″     | ‴      | ‵      | ‶      | ‷    | ‸     | ‹     | ›    | ※     | ‼     | ‽     | ‾     | ‿      |
| U+204x                                                                                              | ⁀     | ⁁     | ⁂     | ⁃     | ⁄      | ⁅      | ⁆      | ⁇    | ⁈     | ⁉     | ⁊    | ⁋     | ⁌     | ⁍     | ⁎     | ⁏      |
| U+205x                                                                                              | ⁐     | ⁑     | ⁒     | ⁓     | ⁔      | ⁕      | ⁖      | ⁗    | ⁘     | ⁙     | ⁚    | ⁛     | ⁜     | ⁝     | ⁞     | MM SP  |
| U+206x                                                                                              | WJ    | ƒ()   | ×     | ,     | +      |        | LRI    | RLI  | FSI   | PDI   | I SS | A SS  | I AFS | A AFS | NA DS | NO DS  |
| 注釈 1.^ Unicode 10.0 より 2.^ 網掛けは非割り当て領域を表わす 3.^U+206A – U+206F Unicode 3.0 非推奨 |       |       |       |       |        |        |        |      |       |       |      |       |       |       |       |        |

## 絵文字
一般句読点ブロックの二文字 U+203C ‼ 、U+2049 ⁉  には絵文字が提供されている

。
絵文字形式 (U+FE0F ️  VS16) 若しくはテキスト形式 (U+FE0E ︎  VS15) の累計4種の異字体選択子が提供されている。両文字とも既定ではテキスト形式である

。
| U+                      | 203C | 2049 |
| 既定の符号位置          | ‼    | ⁉    |
| VS15添加 (テキスト形式) | ‼︎    | ⁉︎    |
| VS16添加 (絵文字形式)   | ‼️   | ⁉️   |

## 履歴
次の Unicode 関連の文書は、一般句読点ブロックそれぞれの文字を定義する目的・収録状況を記録している:
| バージョン  | Final code points                    | 追加文字数 | L2 ID       | WG2 ID  | 文書 |
| ----------- | ------------------------------------ | ---------- | ----------- | ------- | --- |
| 1.0.0       | U+2000..202E, 2030..203E, 2040..2044 | 67         |             |         | (to be determined) |
| 1.0.0       | U+2000..202E, 2030..203E, 2040..2044 | 67         | L2/11-438   | N4182   | Edberg, Peter (2011-12-22), Emoji Variation Sequences (Revision of L2/11-429) |
| 1.1         | U+203F, 2045..2046, 206A..206F       | 9          |             |         | (to be determined) |
| 3.0         | U+202F, 2048..2049                   | 3          | L2/98-088   | N1711   | The Working Meeting on Mongolian Encoding Attended by Representatives of China and Mongolia, (1998-02-15) |
| 3.0         | U+202F, 2048..2049                   | 3          | L2/98-104   | N1734   | Whistler, Ken (1998-03-20), Comments on the Mongolian Encoding Proposal, WG2 N1711 |
| 3.0         | U+202F, 2048..2049                   | 3          | L2/98-252   | N1833   | Moore, Richard (1998-05-04), Feedback on Ken Whistler's Comments on Mongolian Encoding: N 1734 |
| 3.0         | U+202F, 2048..2049                   | 3          | L2/98-251   | N1808   | Reply to "Proposal WG2 N1734" Raised at the Seattle Meeting Regarding "Proposal WG 2 N1711", (1998-07-09) |
| 3.0         | U+202F, 2048..2049                   | 3          | L2/98-389R  |         | Aliprand, Joan, Consent docket re WG2 Resolutions at its Meeting #35 |
| 3.0         | U+202F, 2048..2049                   | 3          | L2/99-075.1 | N1973   | Irish Comments on SC 2 N 3208, (1999-01-19) |
| 3.0         | U+202F, 2048..2049                   | 3          | L2/99-075   | N1972   | Summary of Voting on SC 2 N 3208, PDAM ballot on WD for ISO/IEC 10646-1/Amd. 29: Mongolian, (1999-02-12) |
| 3.0         | U+202F, 2048..2049                   | 3          | L2/99-113   |         | Text for FPDAM ballot of ISO/IEC 10646, Amd. 29 - Mongolian, (1999-04-06) |
| 3.0         | U+202F, 2048..2049                   | 3          | L2/99-304   | N2126   | Paterson, Bruce (1999-10-01), Revised Text for FDAM ballot of ISO/IEC 10646-1/FDAM 29, AMENDMENT 29: Mongolian |
| 3.0         | U+202F, 2048..2049                   | 3          | L2/99-381   |         | Final text for ISO/IEC 10646-1, FDAM 29 -- Mongolian, (1999-12-07) |
| 3.0         | U+202F, 2048..2049                   | 3          | L2/07-209   |         | Whistler, Ken (2007-07-05), UTR 14 and U+202F NARROW NO-BREAK SPACE |
| 3.0         | U+202F, 2048..2049                   | 3          | L2/07-225   |         | Moore, Lisa (2007-08-21), UTC #112 Minutes |
| 3.0         | U+202F, 2048..2049                   | 3          | L2/11-438   | N4182   | Edberg, Peter (2011-12-22), Emoji Variation Sequences (Revision of L2/11-429) |
| 3.0         | U+202F, 2048..2049                   | 3          | L2/15-187   |         | Moore, Lisa (2015-08-11), UTC #144 Minutes |
| 3.0         | U+202F, 2048..2049                   | 3          | L2/16-258   |         | Eck, Greg (2016-09-19), Mongolian Base Forms, Positional Forms, & Variant Forms |
| 3.0         | U+202F, 2048..2049                   | 3          | L2/16-259   | N4753   | Eck, Greg; Rileke, Orlog Ou (2016-09-20), WG2 #65 Mongolian Discussion Points |
| 3.0         | U+202F, 2048..2049                   | 3          | L2/16-266   |         | Anderson, Deborah; Whistler, Ken; McGowan, Rick; Pournader, Roozbeh; Glass, Andrew; Iancu, Laurențiu; Moore, Lisa (2016-09-26), Comments on Mongolian, Small Khitan, and other WG2 #65 documents                             |
| 3.0         | U+202F, 2048..2049                   | 3          | L2/16-297   | N4769   | Anderson, Deborah (2016-10-27), Mongolian ad hoc report |
| 3.0         | U+204A..204D                         | 4          |             |         | (to be determined) |
| 3.2         | U+2047, 2051                         | 2          | L2/99-238   |         | Consolidated document containing 6 Japanese proposals, (1999-07-15) |
| 3.2         | U+2047, 2051                         | 2          |             | N2092   | Addition of forty eight characters, (1999-09-13) |
| 3.2         | U+2047, 2051                         | 2          | L2/99-365   |         | Moore, Lisa (1999-11-23), Comments on JCS Proposals |
| 3.2         | U+2047, 2051                         | 2          | L2/00-024   |         | Shibano, Kohji (2000-01-31), JCS proposal revised |
| 3.2         | U+2047, 2051                         | 2          | L2/99-260R  |         | Moore, Lisa (2000-02-07), Minutes of the UTC/L2 meeting in Mission Viejo, October 26-28, 1999 |
| 3.2         | U+2047, 2051                         | 2          | L2/00-098   | N2195   | Rationale for non-Kanji characters proposed by JCS committee, (2000-03-15) |
| 3.2         | U+2047, 2051                         | 2          | L2/00-119   | N2191R  | Whistler, Ken; Freytag, Asmus (2000-04-19), Encoding Additional Mathematical Symbols in Unicode |
| 3.2         | U+2047, 2051                         | 2          | L2/00-297   | N2257   | Sato, T. K. (2000-09-04), JIS X 0213 symbols part-1 |
| 3.2         | U+2047, 2051                         | 2          | L2/00-342   | N2278   | Sato, T. K.; Everson, Michael; Whistler, Ken; Freytag, Asmus (2000-09-20), Ad hoc Report on Japan feedback N2257 and N2258                                                                                                   |
| 3.2         | U+204E..2050, 2057, 205F..2062       | 8          | L2/00-119   | N2191R  | Whistler, Ken; Freytag, Asmus (2000-04-19), Encoding Additional Mathematical Symbols in Unicode |
| 3.2         | U+2052, 2063                         | 2          | L2/01-142   | N2336   | Beeton, Barbara; Freytag, Asmus; Ion, Patrick (2001-04-02), Additional Mathematical Symbols |
| 3.2         | U+2052, 2063                         | 2          | L2/01-156   | N2356   | Freytag, Asmus (2001-04-03), Additional Mathematical Characters (Draft 10) |
| 3.2         | U+2052, 2063                         | 2          | L2/01-344   | N2353   | Umamaheswaran, V. S. (2001-09-09), Minutes from SC2/WG2 meeting #40 -- Mountain View, April 2001 |
| 4.0         | U+2053..2054                         | 2          | L2/02-141   | N2419   | Everson, Michael (2002-03-20), Uralic Phonetic Alphabet characters for the UCS |
| 4.0         | U+2053..2054                         | 2          | L2/02-192   |         | Everson, Michael (2002-05-02), Everson's Reply on UPA |
| 4.0         | U+2053..2054                         | 2          |             | N2442   | Everson, Michael; Kolehmainen, Erkki I.; Ruppel, Klaas; Trosterud, Trond (2002-05-21), Justification for placing the Uralic Phonetic Alphabet in the BMP                                                                     |
| 4.0         | U+2053..2054                         | 2          | L2/02-291   |         | Whistler, Ken (2002-05-31), WG2 report from Dublin |
| 4.0         | U+2053..2054                         | 2          | L2/02-292   |         | Whistler, Ken (2002-06-03), Early look at WG2 consent docket |
| 4.0         | U+2053..2054                         | 2          | L2/02-166R2 |         | Moore, Lisa (2002-08-09), UTC #91 Minutes |
| 4.0         | U+2053..2054                         | 2          | L2/02-253   |         | Moore, Lisa (2002-10-21), UTC #92 Minutes |
| 4.1         | U+2055                               | 1          | L2/03-151R  |         | Constable, Peter; Lloyd-Williams, James; Lloyd-Williams, Sue; Chowdhury, Shamsul Islam; Ali, Asaddar; Sadique, Mohammed; Chowdhury, Matiar Rahman (2003-05-10), Revised Proposal for Encoding Syloti Nagri Script in the BMP |
| 4.1         | U+2055                               | 1          | L2/03-136   |         | Moore, Lisa (2003-08-18), UTC #95 Minutes |
| 4.1         | U+2056, 2058..2059                   | 3          | L2/03-282R  | N2610R  | Everson, Michael; Cleminson, Ralph (2003-09-04), Final proposal for encoding the Glagolitic script in the UCS |
| 4.1         | U+2056, 2058..2059                   | 3          | L2/03-324   | N2642   | Pantelia, Maria (2003-10-06), Proposal to encode additional Greek editorial and punctuation characters in the UCS |
| 4.1         | U+205A..205C                         | 3          | L2/03-157   |         | Pantelia, Maria (2003-05-19), Additional Beta Code Characters not in Unicode (WIP) |
| 4.1         | U+205A..205C                         | 3          | L2/03-193R  | N2612-7 | Pantelia, Maria (2003-06-11), Proposal to encode additional Punctuation Characters in the UCS |
| 4.1         | U+205D                               | 1          | L2/02-312R  |         | Pantelia, Maria (2002-11-07), Proposal to encode additional Greek editorial and punctuation characters in the UCS |
| 4.1         | U+205D                               | 1          | L2/03-324   | N2642   | Pantelia, Maria (2003-10-06), Proposal to encode additional Greek editorial and punctuation characters in the UCS |
| 4.1         | U+205E                               | 1          | L2/03-354   | N2655   | Freytag, Asmus (2003-10-10), Proposal -- Symbols used in Dictionaries |
| 4.1         | U+205E                               | 1          | L2/03-356R2 |         | Moore, Lisa (2003-10-22), UTC #97 Minutes |
| 5.1         | U+2064                               | 1          | L2/07-011R  | N3198R  | Freytag, Asmus; Beeton, Barbara; Ion, Patrick; Sargent, Murray; Carlisle, David; Pournader, Roozbeh (2007-01-15), 29 Additional Mathematical and Symbol Characters                                                           |
| 6.3         | U+2066..2069                         | 4          | L2/12-186R  |         | Lanin, Aharon; Davis, Mark; Pournader, Roozbeh (2012-07-24), A Proposal for Bidi Isolates in Unicode |
| 6.3         | U+2066..2069                         | 4          | L2/12-290   | N4310   | Lanin, Aharon; Davis, Mark; Pournader, Roozbeh (2012-07-31), Proposal for Four Characters for Bidi |
| 6.3         | U+2066..2069                         | 4          | L2/12-239   |         | Moore, Lisa (2012-08-14), UTC #132 Minutes |
| 6.3         | U+2066..2069                         | 4          | L2/13-040   |         | Pournader, Roozbeh; Lanin, Aharon (2013-01-29), Fasttracking Arabic Letter Mark (ALM) |
| 6.3         | U+2066..2069                         | 4          | L2/13-125   | N4447   | Constable, Peter (2013-06-10), Unicode Liaison Report to WG2 |
| 1. 2. 3. 4. |                                      |            |             |         | |

### 註釈
1. ↑  
勾玉引用符 (smart quote) とは、左右 (開き/閉じ) の向きと対応が正しい引用符のこと。